# Schlosskapelle (Lubin)

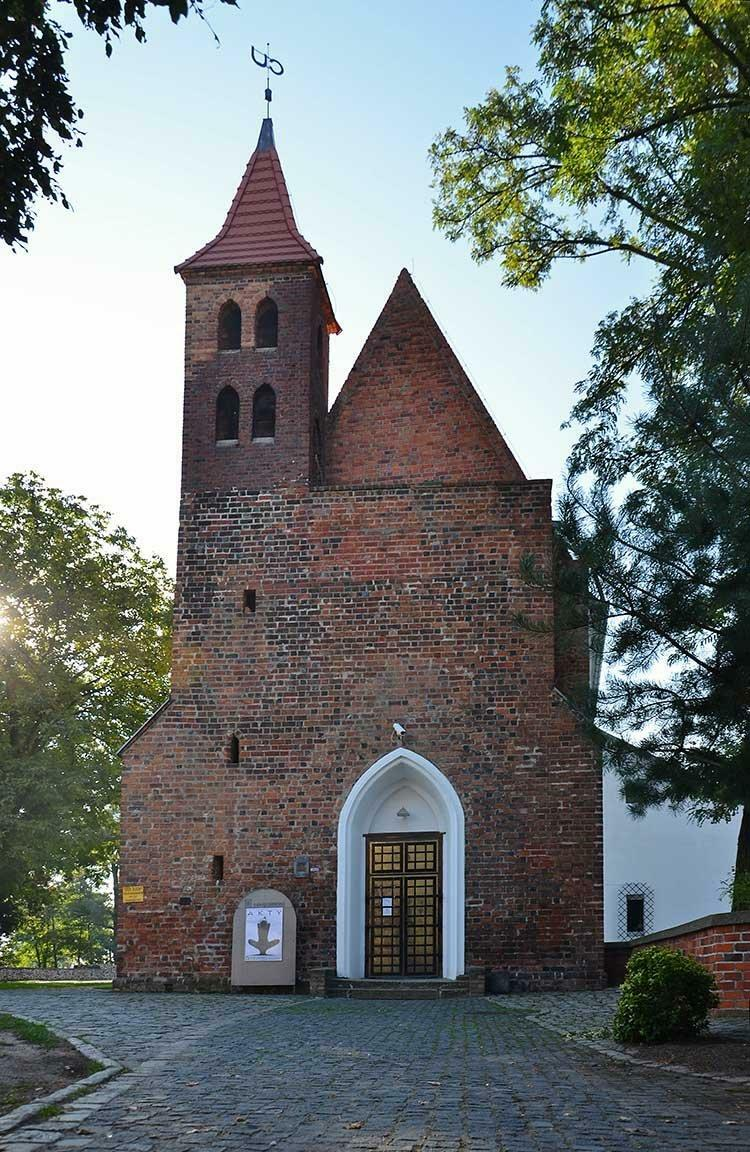
Schlosskapelle in Lubin – Frontansicht

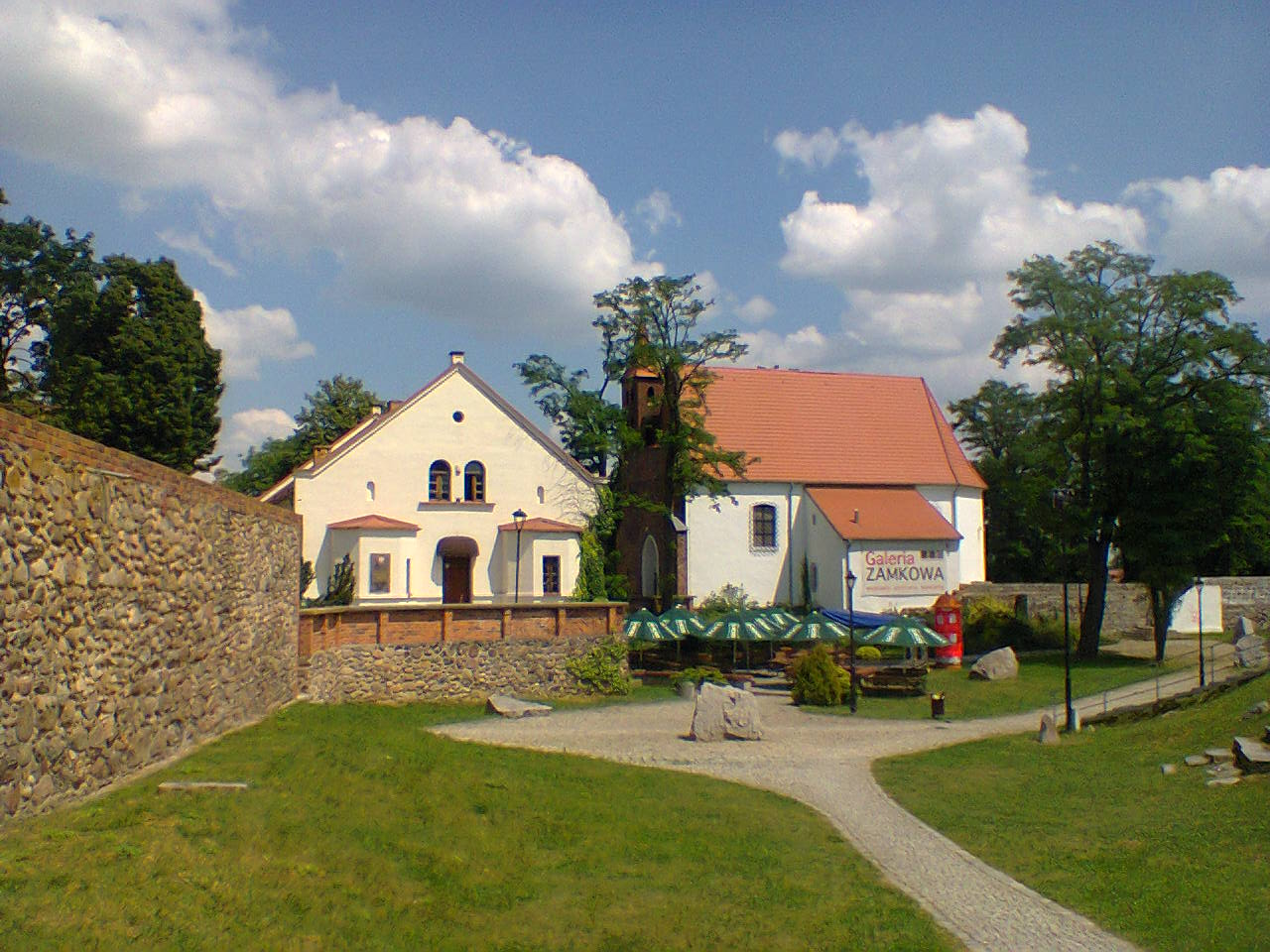
Galerie Jadwiga und Schlosskapelle

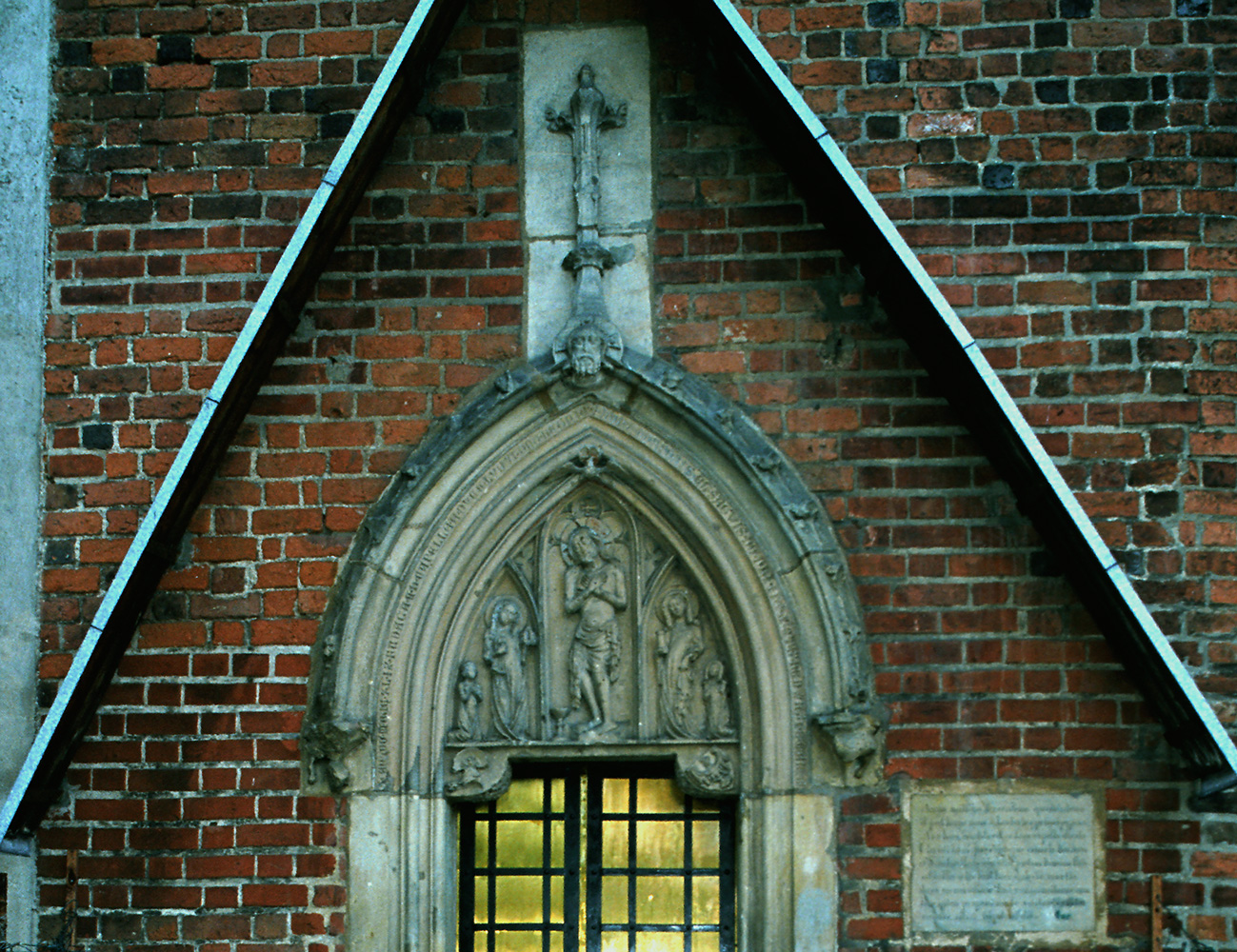
Tympanon über dem nördlichen Portal

Die Schlosskapelle in Lubin, dem früheren Lüben in der polnischen Woiwodschaft Niederschlesien, befindet sich an der Mikołaja-Pruzi-Straße am Schlosshügel. Die Kapelle ist der einzige erhaltene Teil der mittelalterlichen Schlossanlage, der Residenz des Herzogtums Lüben. Ursprünglich stand sie neben dem Eingangstor am Schlosshof. Das Datum im Tympanon – 1349 – entspricht dem Datum der Errichtung der Kapelle. Im 14. Jahrhundert hatte sie drei Altäre. Sie wurde während der Reformation evangelisch. Im Dreißigjährigen Kriegs wurde sie zerstört, im 18. Jahrhundert wieder aufgebaut und später wurde sie wieder eine Ruine. Nach dem Wiederaufbau im 19. Jahrhundert diente die Kapelle bis 1908 den Mitgliedern der katholischen Kirche. Später beherbergte sie die Diözesanbibliothek. 1945 wurde das Gebäude in Brand gesetzt. Nach dem Krieg verfiel die dachlose Kapelle. Ende der 1970er Jahre wurde das Bauwerk schließlich renoviert. Die Kapelle wurde ursprünglich von dem Biuro Wystaw Artystycznych (Büro der Artistischen Ausstellungen) in Liegnitz verwaltet. Nach der Renovierung wurde das Gebäude 1990 in die Schlossgalerie umgewandelt. In den Jahren 2005 bis 2009 wurden weitere Renovierungen durchgeführt.

## Baubeschreibung
Das Gotteshaus (13,5 × 8,1 Meter; Mauerdicke: 1,2 Meter) hatte möglicherweise kein getrenntes Presbyterium (Chorraum). Es hatte ein Flachdach und der Haupteingang auf der Nordseite. Umgebaut wurde dann die Kapelle im Barockstil. Sie wurde dadurch verlängert und ihr Presbyterium wurde um zwei Anbauten von der Südseite erweitert. Im ganzen Gebäude wurden große Fenster eingebaut, die Mauern wurden mit Putz versehen, und auf der Spitze befand sich ein hohes Satteldach.

## Ausstattung
Das wertvollste Bauteil ist das Tympanon über dem Nordportal aus dem Jahre 1349, wo in der Mitte der Schmerzensmann, links die Heilige Hedwig von Andechs (auch von Schlesien genannt) und rechts Maria Magdalena. Im Flachrelief wird eine Szene der Anbetung präsentiert. Die Figuren werden in dem spitzbogigen Teil des Tympanons, in drei spitzbogigen Arkaden, dargestellt. In der Mitte befindet sich der Schmerzensmann (leidender Christus), der sich leicht nach links neigt. Nach der mittelalterlichen Darstellung der Hierarchie wurden die Figuren der Heiligen Hedwig und der Heiligen Maria Magdalena kleiner als Christus gestaltet. Den Heiligen zu Füßen kniet (noch kleiner gestaltet) Prinz Ludwig I. (neben seiner Urgroßmutter, der Heiligen Hedwig) und auf der gegenüberliegenden Seite seine Frau Agnes. Im Bogen der Archivolte, die das Tympanon (auf dessen Spitze das Symbol des Heiligen Geistes zu sehen ist) schließt, befindet sich die Stifterinschrift auf Latein. Die Übersetzung lautet: “Im Jahre unseres Herrn Jesus Christus 1349 wurde diese Kapelle von Prinz Ludwig, dem Herrn von Liegnitz, zur Ehre des Leibes und des Blutes unseres Herrn Jesus Christus und Hedwig und Maria Magdalena gestiftet”. Die äußere Archivolte stützt sich auf den soliden Stützpfeilern und ist mit deutlich beschädigten Krabben verziert. Die Archivolte wird durch einen Schlüssel mit dem Kopf Christi zusammengehalten. Wunderschöne Gestaltung, dekorative und sich natürlich in Falten legende Gewändern, elegante Neigungen der Figuren lassen die Tympanon-Skulptur als Beispiel für den Weichen Stil der schlesischen gotischen Skulptur gelten.